# قائمة أكثر ألعاب غيم بوي مبيعا
قائمة أكثر ألعاب غيم بوي و‌غيم بوي كولر مبيعا والتي باعت أو صدرت مليون نسخة على الأقل.

## قائمة الألعاب
| العنوان                                             | النسخ المباعة |
| --------------------------------------------------- | --- |
| تتريس                                               | 35 مليون |
| بوكيمون ريد أند بلو                                 | 23.64 مليون تقريبًا: 10.23 ملايين في اليابان، 9.85 ملايين في الولايات المتحدة، 3.56 ملايين في المملكة المتحدة - بوكيمون ريد (4.83 ملايين في الولايات المتحدة، 300,000 في المملكة المتحدة) - بوكيمون بلو (5.02 ملايين في الولايات المتحدة، 300,000 في المملكة المتحدة)                                                                                  |
| بوكيمون جولد وسلفر                                  | 23 مليون؛ 7.6 ملايين في الولايات المتحدة، تخطت 7 ملايين في اليابان، 600,000 في المملكة المتحدة - بوكيمون جولد (على الأقل 7.45 ملايين: 3.75 ملايين في الولايات المتحدة، 3.4 ملايين في اليابان، 300,000 في المملكة المتحدة) - بوكيمون سلفر (على الأقل 7.66 ملايين: 3.85 ملايين في الولايات المتحدة، 3.51 ملايين في اليابان، 300,000 في المملكة المتحدة) |
| سوبر ماريو لاند                                     | 18.06 مليون |
| سوبر ماريو لاند 2: 6 جولدن كوينز                    | 11.09 مليون |
| بوكيمون يلو                                         | 8.86 ملايين تقريبًا: 5.1 ملايين في الولايات المتحدة، 3.16 ملايين في اليابان، 600,000 في المملكة المتحدة |
| أسطورة زيلدا: صحوة لينك                             | 6.05 ملايين تقريبًا: 3.83 ملايين، 2.22 ملايين لنسخة الدي إكس |
| كيربيز دريم لاند                                    | 5.13 ملايين |
| أسطورة زيلدا: وحي العصور                            | 3.965 ملايين |
| أسطورة زيلدا: وحي الفصول                            | 3.964 ملايين |
| بوكيمون كريستال                                     | 3.85 ملايين تقريبًا: 2.1 ملايين في اليابان، 1.65 مليون في الولايات المتحدة، 100,000 في المملكة المتحدة |
| بوكيمون تريدنغ كارد غيم                             | 3 ملايين تقريبًا: 1.51 مليون في الولايات المتحدة، 1.39 مليون في اليابان، 100,000 في المملكة المتحدة |
| سوبر ماريو برذرز الفاخرة                            | 2.8 ملايين في الولايات المتحدة |
| يوغي-يو وحوش المبارزة 4: معركة المبارزين الأقوياء   | 2.5 ملايين في اليابان |
| دراغون كويست مانسترز                                | 2.41 ملايين تقريبًا: 2.35 ملايين في اليابان، 60,000 في الولايات المتحدة |
| كيربيز دريم لاند 2                                  | 2.36 ملايين |
| دكتور ماريو                                         | 2.08 ملايين في اليابان |
| يوغي-يو! وحوش المبارزة                              | 1.6 مليون في اليابان |
| دراغون كويست مانسترز 2                              | 1.593 مليون في اليابان |
| واريو لاند: سوبر ماريو لاند 3                       | 1.59 مليون في اليابان |
| تماغوتشي                                            | 1.45 مليون في اليابان |
| تماغوتشي 2                                          | 1.45 مليون في اليابان |
| يوغي-يو! وحوش المبارزة 2: قصص مبارزة مظلمة          | 1.45 مليون في اليابان |
| داك تايلز                                           | 1.43 مليون |
| ياكومان                                             | 1.28 مليون في اليابان |
| بوكيمون بينبول                                      | 1.22 مليون تقريبًا: 1.02 مليون في اليابان، 200,000 في المملكة المتحدة |
| كيربيز بينبول                                       | 1.12 مليون في اليابان |
| ذا فاينل فانتازي ليجند                              | 1.1 مليون في اليابان؛ 1.37 مليون نسخة مصدَّرة |
| ما جونغ                                             | 1.1 مليون في اليابان |
| دونكي كونغ كانتري                                   | 1.08 مليون في اليابان |
| يوغي-يو! وحوش المبارزة 3: قدوم الإله المقدس الثلاثي | مليون |

جميع ألعاب غيم بوي وغيم بوي كولر باعت حتى 31 ديسمبر 2009: 501.11 مليون.